# 레폰티족
레폰티족(Lepontii)은 청동기 시대, 철기 시대 후기에 알프스의 라에티아(현대 스위스와 북부 이탈리아)의 일부를 차지하고 있던 고대 켈트족이었다. 최근의 고고학적 발굴과 골라세카 문화(기원전 9-7세기) 및 카네그레이트 문화(기원전 13세기)와의 연관성은 켈트족 소속을 나타낸다. 그들의 언어 분석과 옛 레폰트 지역의 지명이 사람들은 켈트족과 유사하지만, 포 계곡에 갈리아족이 침투하기 이전의 층을 대표하는 것으로 가정했다. 레폰티족이 켈트화된 리구리아족일 수도 있다는 주장도 있었다.

레폰틴족의 주요 도시는 오스셀라(Oscela, 지금은 이탈리아 도모도솔라)와 빌리티오(현재의 스위스 벨린초나)였다. 그들의 영토에는 현재의 오솔라와 티치노에 해당하는 고트하르트 고개와 심플론 고개의 남쪽 경사면이 포함되어 있다.
라에티아 지도는 라에티아의 남서쪽 모서리에 있는 레폰티족의 영토의 위치를 보여준다. 인수브레스 수도가 될 메디오라눔(현대 밀라노)을 포함하여 남쪽 지역은 레폰티족이 라에티아 영토의 여러 에트루리아 파생 알파벳 중 하나인 알파벳으로 묘비 비문을 쓰기 시작한 BC 600-500년경 에트루리아인이었다.

## 같이 보기
- 레폰티어
- 카네그레이트 문화
- 골라세카 문화

## 참고 문헌
- Piana Agostinetti P. 1972, Documenti per la protostoria della Val d’Ossola. San Bernardo d’Ornavasso e le altre necropoli preromane, Milano.
- Tibiletti Bruno, M. G. (1978). "Ligure, leponzio e gallico". In Popoli e civiltà dell'Italia antica vi, Lingue e dialetti, ed. A. L. Prosdocimi, 129–208. Rome: Biblioteca di Storia Patria.
- Tibiletti Bruno, M. G. (1981). "Le iscrizioni celtiche d'Italia". In I Celti d'Italia, ed. E. Campanile, 157–207. Pisa: Giardini.
- ULRICH-BANSA O.1957, Monete rinvenute nelle necropoli di Ornavasso, in “Rivista Italiana di Numismatica”, LIX, pp. 6–69.
- Whatmough, J. (1933). 《The Prae-Italic Dialects of Italy, vol. 2, The Raetic, Lepontic, Gallic, East-Italic, Messapic and Sicel Inscriptions》. Cambridge, Massachusetts: Harvard University Press.
- AA.VV. and Prosdocimi, A.L. (1991). 《I Celti, pag.50-60, Lingua e scrittura dei primi Celti》. Bompiani.
- AA.VV. and De Marinis, R.C. (1991). 《I Celti, capìtol I Celti Golasecchiani》. Bompiani.
- Stifter, D. 2020. Cisalpine Celtic. Language, Writing, Epigraphy. Aelaw Booklet 8. Zaragoza: Prensas de la Universidad de Zaragoza.
- Stifter, D. 2020. «Cisalpine Celtic», Palaeohispanica 20: 335–365.